# Miconia setosociliata
Miconia setosociliata är en tvåhjärtbladig växtart som beskrevs av Célestin Alfred Cogniaux. Miconia setosociliata ingår i släktet Miconia och familjen Melastomataceae. Inga underarter finns listade i Catalogue of Life.